# On a Night Like This (turnê)
On a Night Like This foi a sexta turnê da cantora australiana Kylie Minogue, em apoio ao seu sétimo álbum de estúdio, Light Years, com concertos na Europa e Austrália. Começou em 3 de março de 2001 em Glasgow, Escócia, no Clyde Auditorium, e terminou em 15 de maio de 2001 em Sydney, Austrália, no Sydney Entertainment Centre. O primeiro show da turnê, programado para acontecer em Dublin, Irlanda em 1 de março de 2001, acabou sendo cancelado devido às restrições aéreas causadas por condições meteorológicas, o que forçou o cancelamento do voo que trazia Minogue e sua equipe.
O concerto foi dividido em cinco segmentos, cada um com sua pequena história e tema, com adição de um bis. Dirigido por William Baker, o conceito do show era baseado nos dias em que a cantora Bette Midler se apresentava no Continental Baths, sendo considerada uma "heroína" por Minogue e Baker. Musicais de Hollywood também foram uma inspiração chave, particularmente Anchors Aweigh, South Pacific e Damn Yankees. O repertório consistia primariamente nas canções de Light Years, além dos maiores sucessos de Minogue e uma regravação de Olivia Newton-John.
A turnê foi geralmente bem avaliada pelos críticos, que a viram como a transição de Minogue de um ato pop genérico para uma "super estrela real", também aprovando o desempenho da cantora ao vivo. Comercialmente, a excursão também foi bem sucedida, com mais datas sendo adicionadas no Reino Unido e Austrália devido à alta demanda; na última região citada, ela se tornou a maior excursão por arenas de uma artista feminina na região, atraindo mais de 200.000 espectadores para os 22 concertos. Um dos shows em Sydney foi gravado e transmitido como um especial de televisão na Austrália, e posteriormente foi lançado comercialmente sob o título Live in Sydney, contendo o concerto em seu inteiro teor, além de cenas exclusivas dos bastidores.

## Antecedentes

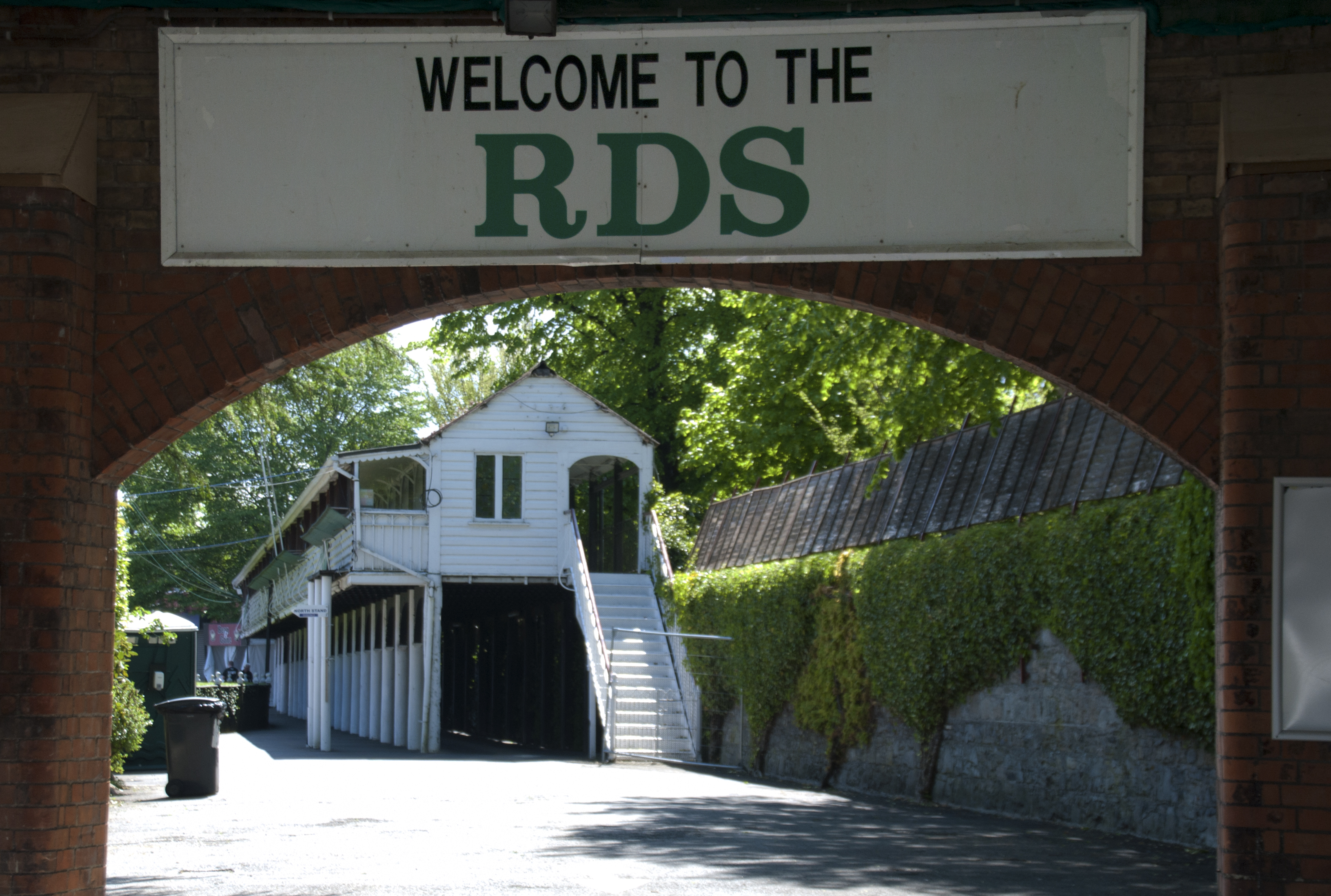
Entrada da RDS Arena em Dublin, Irlanda, onde a turnê estava programada para começar

Em 2000, Minogue lançou seu sétimo álbum de estúdio Light Years, após um período de obscuridade comercial. O trabalho foi comercialmente bem sucedido, alcançando o segundo lugar no Reino Unido e tornando-se o primeiro disco da artista a alcançar o topo das paradas na Austrália. Seu primeiro single, "Spinning Around", estreou no topo da tabela UK Singles Chart no Reino Unido, fazendo de Minogue a segunda artista a ter um single número um em três décadas consecutivas. Dois dos singles posteriores do disco — "On a Night Like This" e "Kids" — alcançaram a segunda posição na parada musical do Reino Unido.
Em setembro do mesmo ano, Minogue que embarcaria em uma turnê para promover o disco a partir de março do ano seguinte, afirmando que faria coisas que as pessoas nunca esperariam ouvir dela, reinterpretações de músicas antigas e até faixas antigas de álbuns, descrevendo-a como "uma viagem pela estrada da memória". Em novembro, a excursão, intitulada On a Night Like This, foi formalmente anunciada, inicialmente com datas apenas no Reino Unido. Esta foi sua primeira grande turnê em oito anos pela região, com datas em outros países da Europa e Austrália sendo adicionadas posteriormente. A excursão estava programada para iniciar em Dublin, Irlanda, em 1 de março de 2001, mas devido às restrições aéreas devido a condições meteorológicas, a data inicial foi cancelada.
A turnê custou cerca de 14 milhões de dólares australianos. O parceiro de longa data de Minogue, William Baker, foi encarregado da direção criativa do concerto. O conceito do show era baseado nos dias em que a cantora Bette Midler se apresentava no Continental Baths, que era uma "heroína" para Minogue e Baker. Musicais de Hollywood também foram uma inspiração chave, particularmente Anchors Aweigh, South Pacific e Damn Yankees; o palco foi construído com seções separadas, cada uma com sua pequena história e tema. Minogue comentou que "o concerto terá uma mistura de antigo e novo. E terá um toque de musical. Para criar um tipo de enredo em que as canções podem ser relacionadas. Digamos pop, cabaré e disco - e o que quer que tome forma. É um luxo agora ter uma história assim com meu público. Crescemos juntos e temos muito o que compartilhar no show".

## Sinopse do concerto
O concerto se iniciava com cortinas cobrindo o palco, tendo as iniciais da artista "KM" em cor prateada, com uma montagem de vídeo mostrando as várias fases da carreira da cantora. Após as cortinas se abrirem, começava "Loveboat", apresentando Minogue descendo de uma âncora de lantejoulas, enquanto o palco estava decorado para lembrar o convés de um navio e ela vestindo um roupão branco, antes de revelar uma saia e um top com lantejoulas. O show então seguia com "Kookachoo", com a artista dançando em cima de uma mesa de bambu, e por "Hand on Your Heart" e "Put Yourself in My Place", esta última acompanhada por um guitarrista ao seu lado no palco. O segundo bloco começava com uma apresentação de "On a Night Like This", com Minogue vestindo uma roupa de couro vermelha, seguida por um medley incluindo algumas de suas canções antigas, como "Step Back in Time", "Never Too Late", "Wouldn't Change a Thing", "Turn It into Love" e "Celebration", em versão hi-NRG. Logo após, ela apresentava "Can't Get You Out of My Head", canção até então inédita que apareceria em seu álbum seguinte, Fever, e "Your Disco Needs You", com os dançarinos usando bandeiras de vários países como figurinos.
A cantora iniciava o próximo bloco com uma apresentação de uma versão cabaré de "I Should Be So Lucky", usando um figurino branco juntamente com uma cartola, sentada em cima de um piano. Essa performance foi seguida por um número de sapateado e uma versão swing de "Better the Devil You Know", e "So Now Goodbye". No quarto segmento, Minogue cantava uma versão lenta da canção de Olivia Newton-John, "Physical", acompanhada por quatro dançarinas executando uma coreografia em um pole dance. O quinto bloco começava com "Butterfly", com seus dançarinos usando figurinos de couro. "Confide in Me" era logo após cantada pela artista enquanto sentada nas escadas do palco, enquanto "Kids" era apresentada com suas vocalistas de apoio cantando as partes de Williams, com Minogue cantando o rap feito pelo cantor no início da performance. O segmento terminava com "Shocked" com chamas aparecendo na parte de trás do palco. O bis iniciava com "Light Years", com o palco se transformando em uma nave espacial, com a artista usando um mini vestido completo com um chapéu de disco, seguida por "What Do I Have to Do". O concerto terminava "Spinning Around", com Minogue e seus dançarinos usando figurinos brancos.

## Análise da crítica
Ian Youngs da BBC News afirmou que "esta turnê marcou a transição de Kylie de um dos contendores açucarados do pop para uma super estrela real e atrevida em seu próprio direito", classificando o concerto como "surpreendentemente obsceno e também extravagante e irônico o suficiente para atrair sua enorme base de fãs gays e ex-fãs adolescentes de Neighbours que querem adiar o crescimento". Peter Robinson da revista NME enumerou os dez melhores momentos do concerto, elogiando a seleção de canções, como o cover de "Physical" e a inclusão de novas canções no repertório. Mike Gee do The Sydney Morning Herald chamou o concerto de "brilhantemente encenado" e "a ascensão final de Kylie [ao título de] Princesa do Pop". Ele ainda comentou que "Kylie esta noite foi um espetáculo visual de classe mundial alimentado por um espetáculo de classe mundial — e muitas vezes pela banda excepcional — e oito dançarinos atléticos, sensuais e altamente talentosos". A Australian Associated Press disse que "Kylie Minogue provou, sem dúvida, que ela é a Princesa do Pop com um show esgotado estonteante" onde "homens totalmente adultos se comportavam como adolescentes apaixonados".
De acordo com Genevieve Read do Sunday Tasmanian, o show "superou as expectativas do que o frequentemente cínico público australiano pensava que a 'periquita cantora' poderia alcançar", sendo "uma aventura musical da qual poucas pessoas saíram sem sorrir". Adrian Thrills do Daily Mail comentou que "ela pode não ter a assinatura vocal distinta de jovens princesas do pop, como Britney Spears e Christina Aguilera. Mas, além de Celine Dion, é difícil pensar em uma estrela feminina que trabalha mais duro durante um show de duas horas", frisando também que "Kylie imprimiu sua personalidade contagiante e sedutora em cada música, para o deleite de uma multidão [com ingressos] esgotados. Acompanhada por oito dançarinos, duas cantoras e uma banda de cinco integrantes impecável, ela era a profissional consumada". Para Anthony Gibbons do Dotmusic, "a experiência ao vivo de Kylie é pura dinamite pop com todo o glamour de um cabaré de Las Vegas, os movimentos de dança deslumbrantes de um musical da MGM e os graves barulhentos de uma boate de primeira linha".
Dave Simpson do jornal The Guardian deu quatro estrelas ao show, dizendo que ele era "mais Broadway do que Beatles, todas grandes produções, a estrela e roupas maravilhosamente medonhas. Os dançarinos superam os músicos de dois para um". Ele também comentou como ela parecia "absolutamente fabulosa e bizarramente sempre jovem", mas criticou os segmentos que apelavam para a sensualidade, chamando Minogue de "incongruente" neles. Uma crítica mais negativa do The Sydney Morning Herald escrita por Bernard Zuel afirmou que "seu 'show espetacular' é tudo menos isso. Comparado com espetáculos pop genuínos recentes, como Ricky Martin e Janet Jackson ou mesmo Madonna há quase uma década, Minogue em concerto desta vez é curiosamente abafada. O quociente camp diminuiu significativamente", notando o "cenário estático, os dançarinos lúmpen e a coreografia de palco, pedestre". Oferecendo também uma avaliação negativa, Peter Holmes do The Sun-Herald disse que "Minogue não é uma cantora, dançarina, musicista ou compositora notável; no entanto, sua dança adequada é habilmente disfarçada pela cor e movimento fornecidos por suas tropas, enquanto seus vocais finos, incolores e infantis são enchidos por duas cantoras de apoio e o que ocasionalmente soava como harmonias gravadas", e que "depois de meia hora é difícil superar seu tom unidimensional e sem personalidade".

## Recepção comercial
As datas iniciais no Reino Unido se esgotaram em menos de uma hora, com novos concertos sendo adicionados imediatamente. Na Austrália, os ingressos para os primeiros shows em Sydney, Melbourne, Perth e Adelaide se esgotaram em algumas horas após serem disponibilizados, com entradas para novas datas sendo colocadas à venda. Ao constatar o sucesso em vendas, Michael Gudinski, presidente do Mushroom Group, comentou: "Para ser honesto, nenhum de nós sonhou que teria tanto sucesso. As vendas superaram as expectativas de todos. Kylie está genuinamente impressionada com o incrível interesse e apoio por aí". Na região, ela se tornou a maior excursão por arenas de uma artista feminina na região, atraindo mais de 200.000 espectadores para os concertos ao total. Apenas os sete concertos em Melbourne atraíram 75.000 pessoas, enquanto os sete em Sydney tiveram expectativa de serem assistidos por cerca de 70.000. De seis concertos australianos originais, o número acabou subindo para 22 devido à alta demanda, obtendo lucros de cerca de dez milhões de dólares australianos.

## Gravações e transmissões

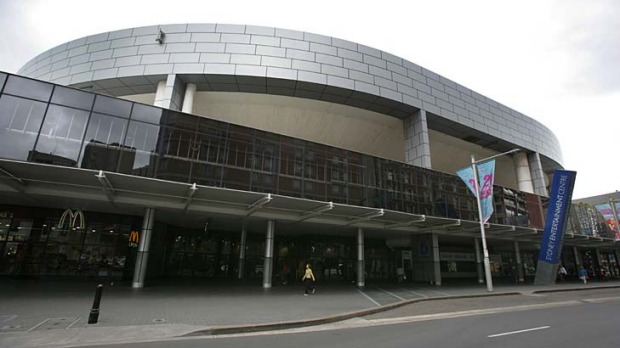
Sydney Entertainment Centre em Sydney, Austrália, onde o concerto foi gravado em 11 de maio de 2001

O concerto foi filmado em 11 de maio de 2001 no Sydney Entertainment Centre em Sydney, Austrália, para transmissão na televisão e lançamento comercial posterior. Ele foi exibido no mesmo mês pela emissora de televisão Channel 9 em um especial intitulado Kylie: On a Night Like This, em 22 de maio. Ele foi considerado um fracasso de audiência pela mídia, figurando como o décimo programa mais assistido daquela noite, atraindo uma média de 1.39 milhões de telespectadores, apesar de ter sido promovido nos programas mais populares da emissora e terem sido pagos $500.000 dólares australianos pelos direitos de transmissão. O especial também foi transmitido em 22 de dezembro de 2001 no Reino Unido, através da BBC One.
Posteriormente, o concerto foi lançado como álbum de vídeo, intitulado como Live in Sydney, em 1 de outubro de 2001 nos formatos Video Home System (VHS) e Digital Video Disc (DVD) no Reino Unido, enquanto a versão em Digital Video Disc foi liberada em 16 de julho de 2002 no Brasil. A obra também traz cenas exclusivas dos bastidores da excursão, incluindo cenas dos camarins dos dançarinos e uma pegadinha pregada em Minogue durante o concerto, intitulada "Will Kylie Crack". A brincadeira consiste em funcionários fazendo coisas aleatórias abaixo do palco, onde a artista podia vê-los quando ela se vira para olhar para a parte de trás do cenário durante "So Now Goodbye". O lançamento estreou em primeiro lugar na tabela de vídeos do Reino Unido, e foi certificado com platina tripla na Austrália pela Australian Recording Industry Association (ARIA) em 2005. No ano seguinte ao seu lançamento, Live in Sydney causou uma controvérsia na Malásia, onde possuir uma cópia do vídeo era um crime punível de três anos de prisão, como parte de uma tentativa de instilar valores tradicionais na população do país.

## Repertório
Este é o repertório do concerto ocorrido em 16 de abril de 2001 em Sydney, Austrália.
1. "Loveboat"
2. "Koocachoo"
3. "Hand on Your Heart"
4. "Put Yourself in My Place"
5. "On a Night Like This"
6. Medley:
  1. "Step Back in Time"
  2. "Never Too Late"
  3. "Wouldn't Change a Thing"
  4. "Turn It into Love"
  5. "Celebration"
7. "Can't Get You Out of My Head"
8. "Your Disco Needs You"
9. "I Should Be So Lucky"
10. "Better the Devil You Know"
11. "So Now Goodbye"
12. "Physical"
13. "Butterfly"
14. "Confide in Me"
15. "Kids"
16. "Shocked"

Bis
1. "Light Years"
2. "What Do I Have to Do"
3. "Spinning Around"

## Datas
| Data                | Cidade      | País          | Local                            |
| ------------------- | ----------- | ------------- | -------------------------------- |
| Europa              |             |               |                                  |
| 3 de março de 2001  | Glasgow     | Escócia       | Clyde Auditorium                 |
| 4 de março de 2001  | Glasgow     | Escócia       | Clyde Auditorium                 |
| 5 de março de 2001  | Glasgow     | Escócia       | Clyde Auditorium                 |
| 7 de março de 2001  | Manchester  | Reino Unido   | Manchester Apollo                |
| 8 de março de 2001  | Manchester  | Reino Unido   | Manchester Apollo                |
| 9 de março de 2001  | Manchester  | Reino Unido   | Manchester Apollo                |
| 10 de março de 2001 | Manchester  | Reino Unido   | Manchester Apollo                |
| 12 de março de 2001 | Brighton    | Reino Unido   | Brighton Centre                  |
| 13 de março de 2001 | Brighton    | Reino Unido   | Brighton Centre                  |
| 14 de março de 2001 | Cardiff     | País de Gales | Cardiff International Arena      |
| 15 de março de 2001 | Bournemouth | Reino Unido   | Bournemouth International Centre |
| 17 de março de 2001 | Londres     | Reino Unido   | Hammersmith Apollo               |
| 18 de março de 2001 | Londres     | Reino Unido   | Hammersmith Apollo               |
| 19 de março de 2001 | Londres     | Reino Unido   | Hammersmith Apollo               |
| 20 de março de 2001 | Londres     | Reino Unido   | Hammersmith Apollo               |
| 23 de março de 2001 | Copenhague  | Dinamarca     | Vega                             |
| 25 de março de 2001 | Berlim      | Alemanha      | Columbiahalle                    |
| 26 de março de 2001 | Hamburgo    | Alemanha      | Große Freiheit 36                |
| 27 de março de 2001 | Colônia     | Alemanha      | E-Werk                           |
| 28 de março de 2001 | Paris       | França        | Bataclan                         |
| Austrália           |             |               |                                  |
| 14 de abril de 2001 | Brisbane    | Austrália     | Brisbane Entertainment Centre    |
| 16 de abril de 2001 | Sydney      | Austrália     | Sydney Entertainment Centre      |
| 17 de abril de 2001 | Sydney      | Austrália     | Sydney Entertainment Centre      |
| 18 de abril de 2001 | Sydney      | Austrália     | Sydney Entertainment Centre      |
| 19 de abril de 2001 | Sydney      | Austrália     | Sydney Entertainment Centre      |
| 21 de abril de 2001 | Hobart      | Austrália     | Derwent Entertainment Centre     |
| 23 de abril de 2001 | Melbourne   | Austrália     | Rod Laver Arena                  |
| 24 de abril de 2001 | Melbourne   | Austrália     | Rod Laver Arena                  |
| 25 de abril de 2001 | Adelaide    | Austrália     | Adelaide Entertainment Centre    |
| 26 de abril de 2001 | Adelaide    | Austrália     | Adelaide Entertainment Centre    |
| 28 de abril de 2001 | Perth       | Austrália     | Perth Entertainment Centre       |
| 30 de abril de 2001 | Perth       | Austrália     | Perth Entertainment Centre       |
| 3 de maio de 2001   | Melbourne   | Austrália     | Rod Laver Arena                  |
| 5 de maio de 2001   | Melbourne   | Austrália     | Rod Laver Arena                  |
| 6 de maio de 2001   | Melbourne   | Austrália     | Rod Laver Arena                  |
| 7 de maio de 2001   | Melbourne   | Austrália     | Rod Laver Arena                  |
| 9 de maio de 2001   | Sydney      | Austrália     | Sydney Entertainment Centre      |
| 10 de maio de 2001  | Sydney      | Austrália     | Sydney Entertainment Centre      |
| 11 de maio de 2001  | Sydney      | Austrália     | Sydney Entertainment Centre      |
| 12 de maio de 2001  | Sydney      | Austrália     | Sydney Entertainment Centre      |
| 13 de maio de 2001  | Sydney      | Austrália     | Sydney Entertainment Centre      |
| 14 de maio de 2001  | Sydney      | Austrália     | Sydney Entertainment Centre      |
| 15 de maio de 2001  | Sydney      | Austrália     | Sydney Entertainment Centre      |

### Showscancelados
| Data               | Cidade | País    | Local     | Razão                    |
| ------------------ | ------ | ------- | --------- | ------------------------ |
| 1 de março de 2001 | Dublin | Irlanda | RDS Arena | Condições meteorológicas |

## Créditos
Fonte:
| Pessoal - Terry Blamey — agente - William Baker — diretor criativo, estilista - Luca Tommassini — diretor de coreografia - Germana Bonaparte — assistente de coreógrafo - Sean Fitzpatrick — agente de turnê - Steve Martin — agente de produção - Andrew Small — diretor musical - Steve Anderson — produtor musical - Leanne Woolrich — assistente pessoal de Minogue - Julien McDonald — roupas - Pamela Blundell — roupas - Manolo Blahnik — sapatos | Músicos e dançarinos - Andrew Small — bateria - James Mack — percussão - Steve Turner — teclados - James Hayto — guitarra - Chris Brown — baixo - Lurine Cati — vocais de apoio - Sherina White — vocais de apoio - Milena Mancini — dançarina - Federica Catalano — dançarina - Veronica Peparini — dançarina - Tony Bongiorno — dançarino - Paolo Sabatini — dançarino - Gianluca Frezzato — dançarino - Christian Scionte — dançarino - Germana Bonaparte — dançarina |